# Acianthera muscosa
Acianthera muscosa es una especie de orquídea epifita originaria de Brasil. 

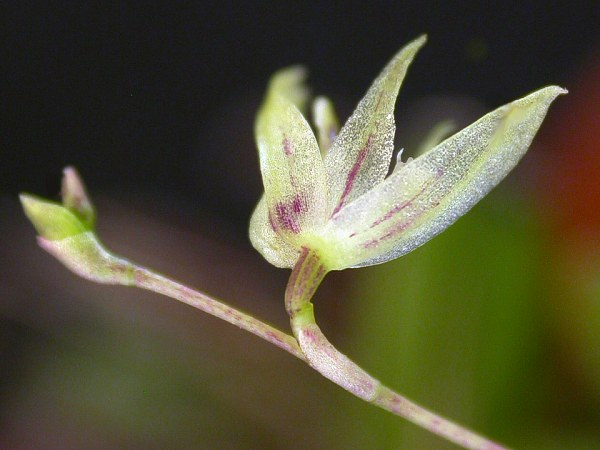
Detalle de la flor

## Descripción
Es una orquídeade pequeño tamaño con un tallo grande, que prefiere el clima cálido y un hábito creciente epífita con el tallo erecto, articulado, verde que lleva una sola hoja apical, erecta, coriácea a ligeramente coriácea, verde, oblanceolada, aguda, estrechándose gradualmente abajo en la base peciolada. Florece en el verano en un inflorescencia racemosa, de 8 cm de largo, con hasta 16 flores.

## Distribución y hábitat
Se encuentra en el sureste de Brasil y norte de Argentina en los bosques primarios en lo alto de árboles cubiertos de musgo en elevaciones de hasta 1.200 metros. 

## Taxonomía
Acianthera muscosa fue descrita por (Barb.Rodr.) Pridgeon & M.W.Chase y publicado en Lindleyana 16(4): 245. 2001.
Etimología
Acianthera: nombre genérico que es una referencia a la posición de las anteras de algunas de sus especies.
muscosa: epíteto latino que significa "musgosa".
Sinonimia
- Arthrosia muscosa (Barb.Rodr.) Luer
- Lepanthes muscosa (Barb.Rodr.) Barb.Rodr.
- Pleurothallis muscosa Barb.Rodr.
- Pleurothallis muscosa var. parviflora Hoehne
- Specklinia muscosa (Barb.Rodr.) Luer[4][5]